# Rhododendron fortunei
Rhododendron fortunei là một loài thực vật có hoa trong họ Thạch nam. Loài này được Lindl. miêu tả khoa học đầu tiên năm 1859.

## Hình ảnh

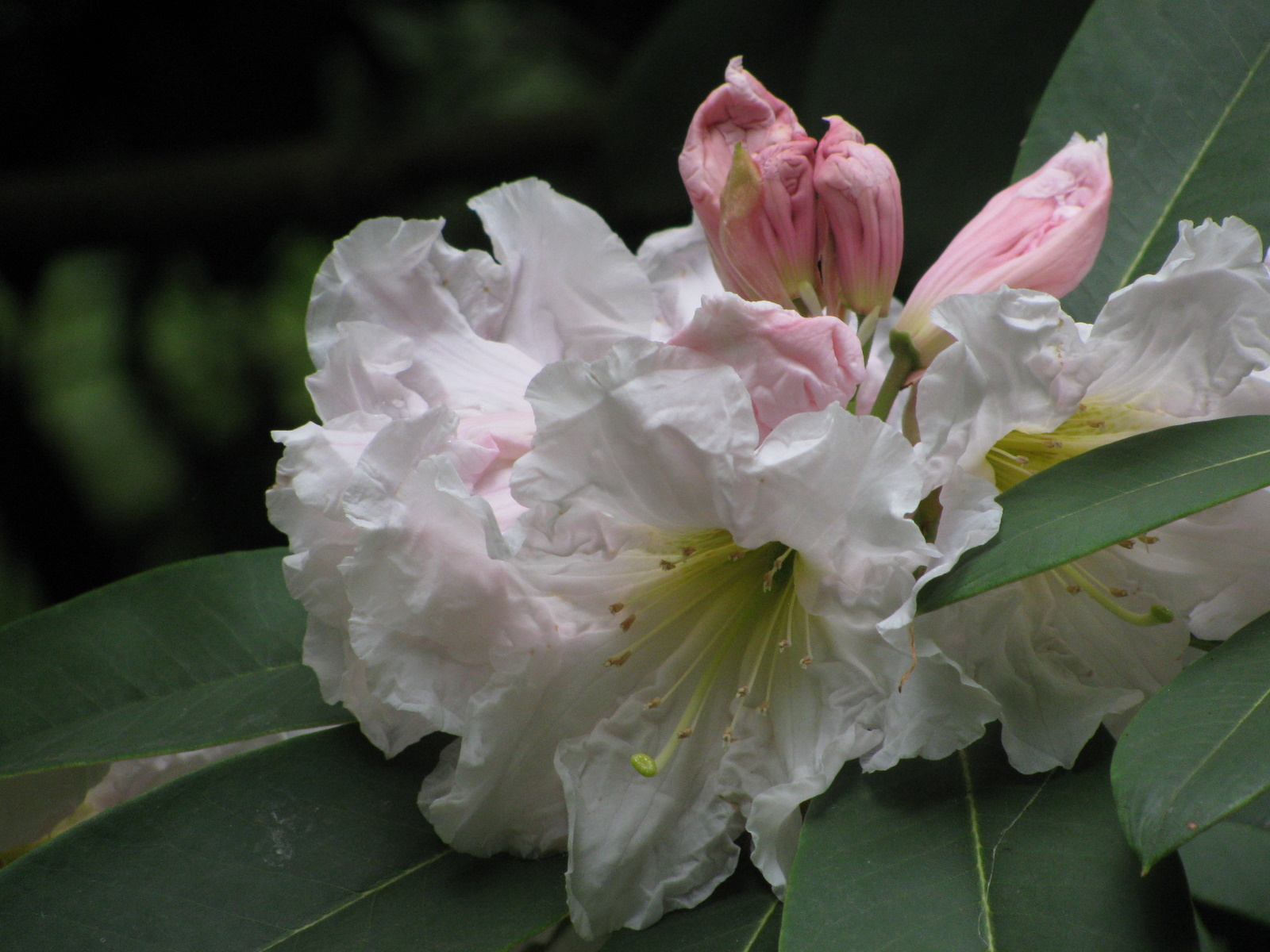
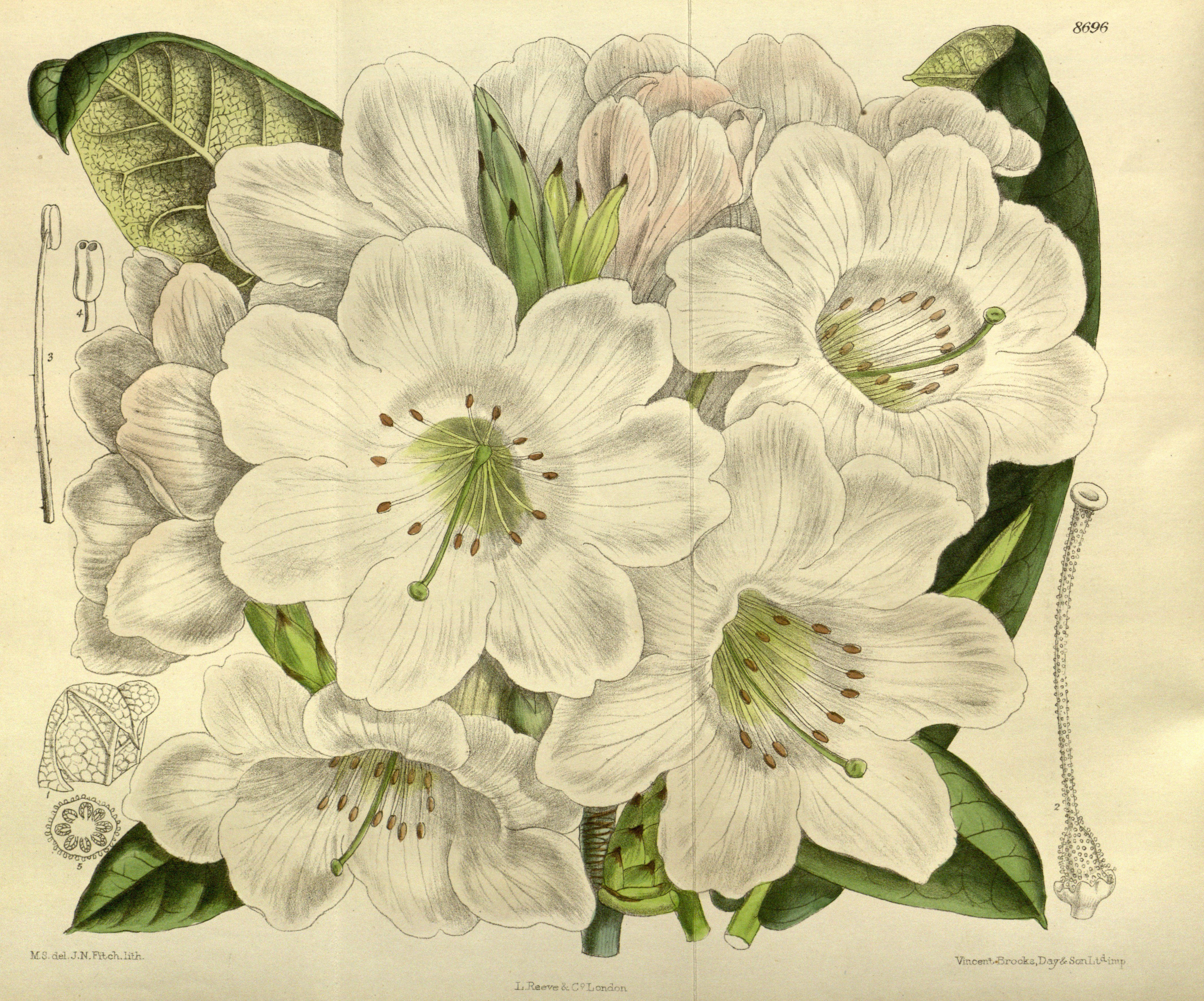
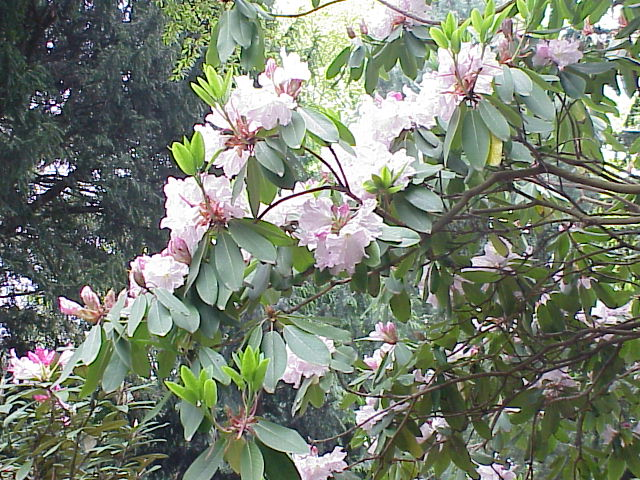
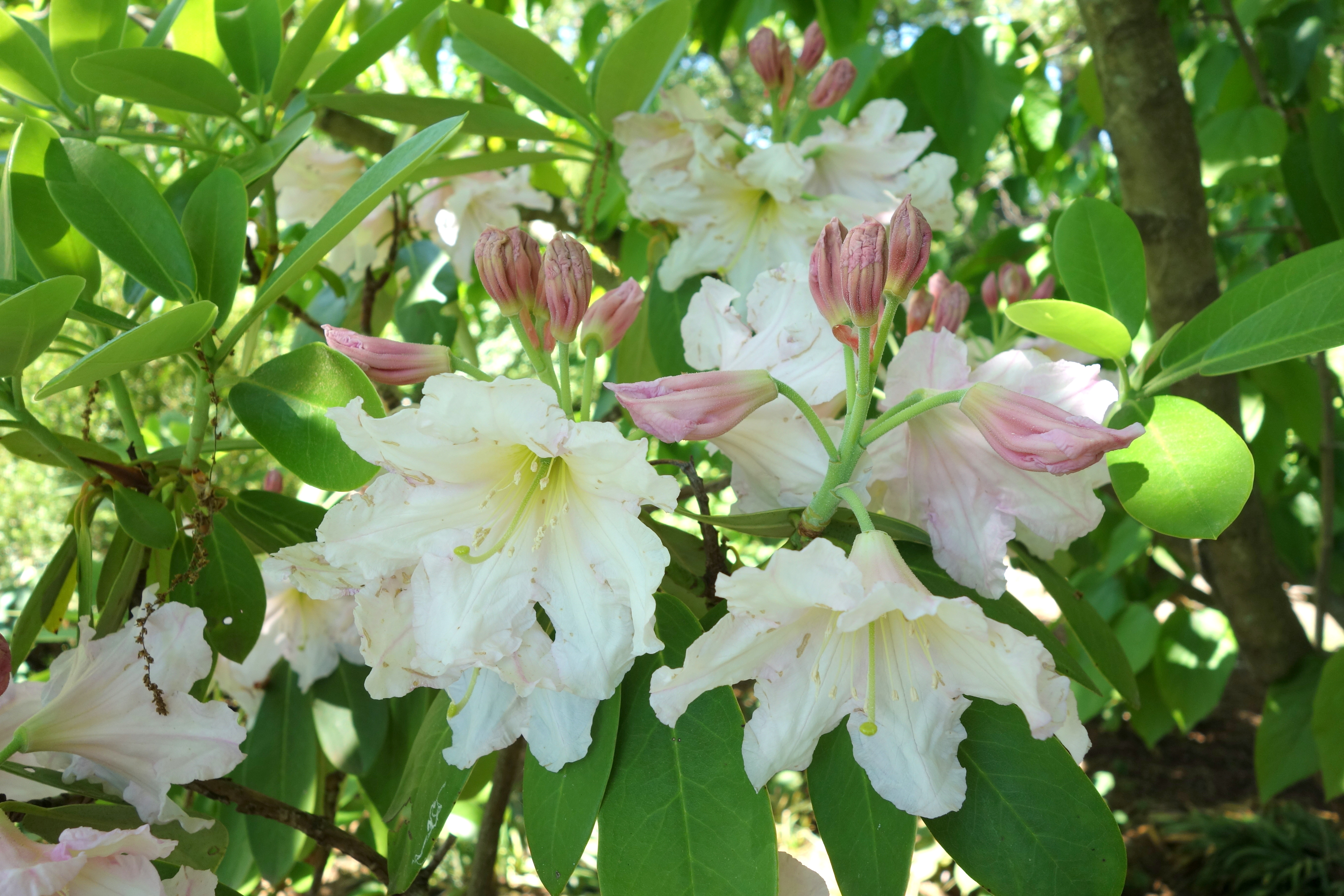